# Budynek mieszkalny Zakładów Amunicyjnych „Pocisk” w Warszawie

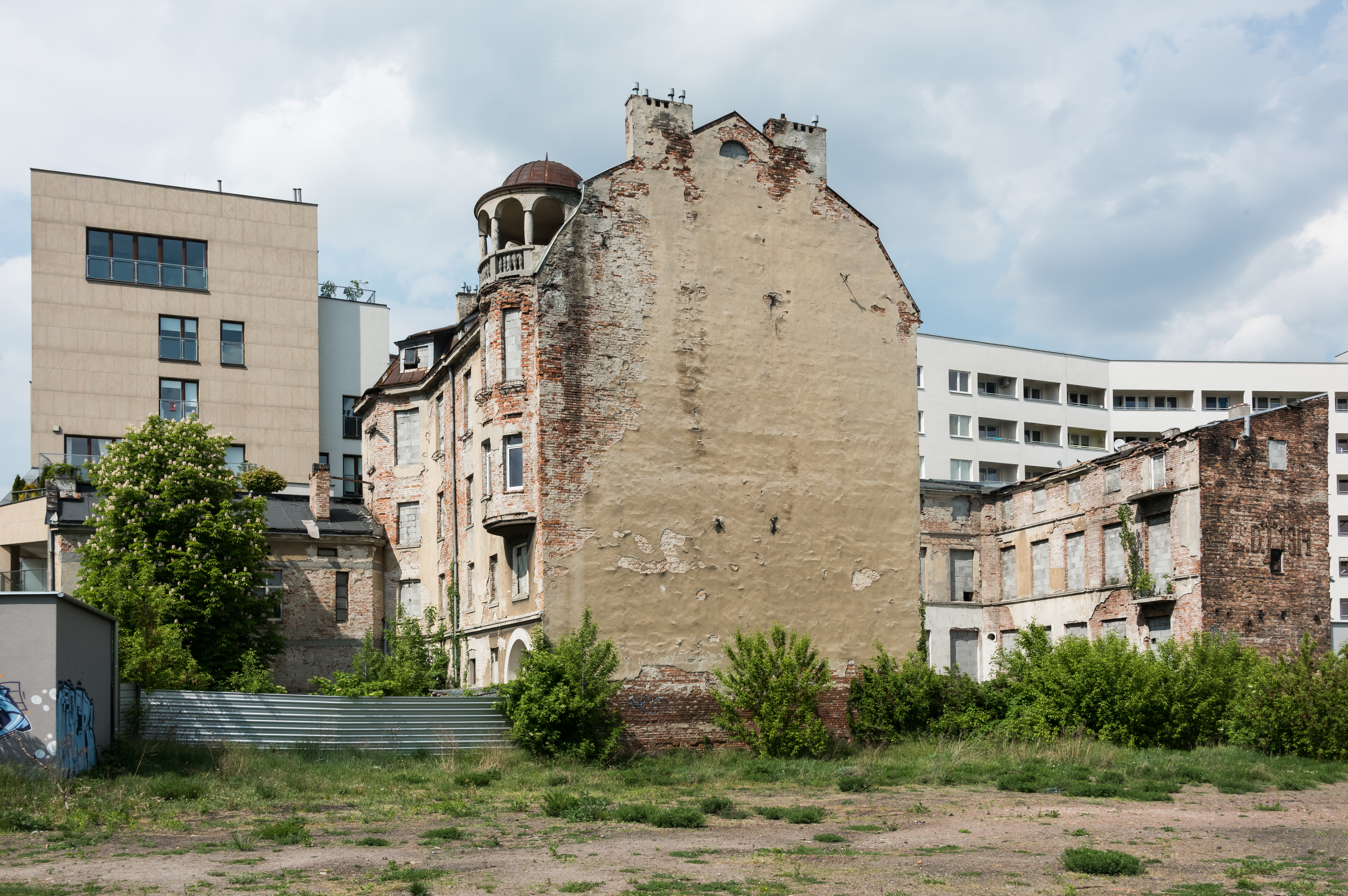
Budynek z oficyną od strony południowej (2020)

Budynek mieszkalny Zakładów Amunicyjnych „Pocisk” – zabytkowy budynek przy ulicy Chodakowskiej 22 (dawniej Terespolskiej 22) w Warszawie.
Tylna część obiektu została wybudowana w 1914 roku. Frontowa zaś musiała istnieć już w 1908 r., bowiem znajduje się na mapie z tego okresu. Front został prawdopodobnie przebudowany w 1919 roku, być może według projektu Czesława Przybylskiego na co wskazują pewne podobieństwa do Gmachu Państwowego Zakładu Epidemiologicznego jego autorstwa.

## Opis
Budynek nie posiada członu frontowego. Składa się z dwóch poprzecznych oficyn oraz powiązanych z nimi oficyn bocznych.
Pierwsza oficyna poprzeczna liczy trzy kondygnacje, nakryta jest mansardowym dachem. Północna partia jej fasady ma formę trójbocznego ryzalitu, do którego dobudowana jest dwukondygnacyjna i czteroosiowa oficyna boczna. Pozostała partia oficyny liczy pięć osi, na ostatniej z nich ulokowany jest przejazd bramny, nad którym znajduje się okno stróżówki w kształcie półkola. Powyżej pierwszego piętra na osi tej nadwieszono półkolisty, dwukondygnacyjny wykusz z trzema oknami na każdym z pięter. Na poziomie dachu mansardowego wykusz przechodzi w nakrytą płaską kopułą glorietę z czterema arkadami na kolumienkach i tralkową balustradą u podstawy. Dopełnieniem wystroju elewacji są rozdzielające gzymsy.

## Historia
Tylna część budynku (oficyna) została wybudowana w 1914 r., o czym świadczy data z cegieł na bocznej ścianie oficyny. Część frontowa jest zaznaczona na mapie, pochodzącej z 1908 r.
Księga wieczysta dla nieruchomości została założona w dniu 15 marca (na wniosek z 25 stycznia) 1899 roku, pierwszą ujawnioną właścicielką gruntu była Anna Zofia Załuska, która kupiła nieruchomość za 900 rubli. W 1905 roku właścicielem został Mikołaj Osiński, a w 1913 roku właścicielami byli: Jan Pytliński (Iwan Pawłowicz Pytliński) do połowy oraz Adam Pawłowicz Pytliński i Franciszka Jakowlewna Zimoch-Pytlińska do drugiej połowy.
W 1914 r. nieruchomość nabyli Leon i Antonina Doley. W latach 20. i 30. XX wieku właścicielem budynku były Zakłady Amunicyjne "Pocisk" - spółka akcyjna. Po wybuchu wojny firma znalazła się w złej sytuacji finansowej. Aby wypłacić zaległe wynagrodzenia pracownikom, w dniu 18 czerwca 1941 r. budynek został sprzedany Feliksowi i Michalinie Rachmielowskim. Budynek pozostawał w ich rękach do 1 maja 1968 r., gdy na mocy artykułu 7, ust. 5 dekretu z 26 października 1945 r. o własności i użytkowaniu gruntów na terenie miasta stołecznego Warszawy, przeszedł na własność Skarbu Państwa. Część oficyny tyniej była niegdyś wynajmowana przez Centralę Handlową Przemysłu Elektrotechnicznego, miał tam też miejsce zakład przetwórczy Rachmielowskich- firma Bekoma, w późniejszym zaś czasie był tam zakład krawiecki.
W 2006 roku budynek został wpisany do rejestru zabytków. 
W 2010 r. zostały unieważnione decyzje z lat 60., odbierające własność prywatnym właścicielom, wobec czego budynki są obecnie własnością prywatną. Wykonywane są doraźne prace zabezpieczające budynki przed zniszczeniem.